# Mesocyclops major
Mesocyclops major – gatunek widłonoga z rodziny Cyclopidae. Nazwa naukowa tego gatunku skorupiaków została opublikowana w 1927 roku przez norweskiego hydrobiologa Georga Ossiana Sarsa.